# Jules Moch

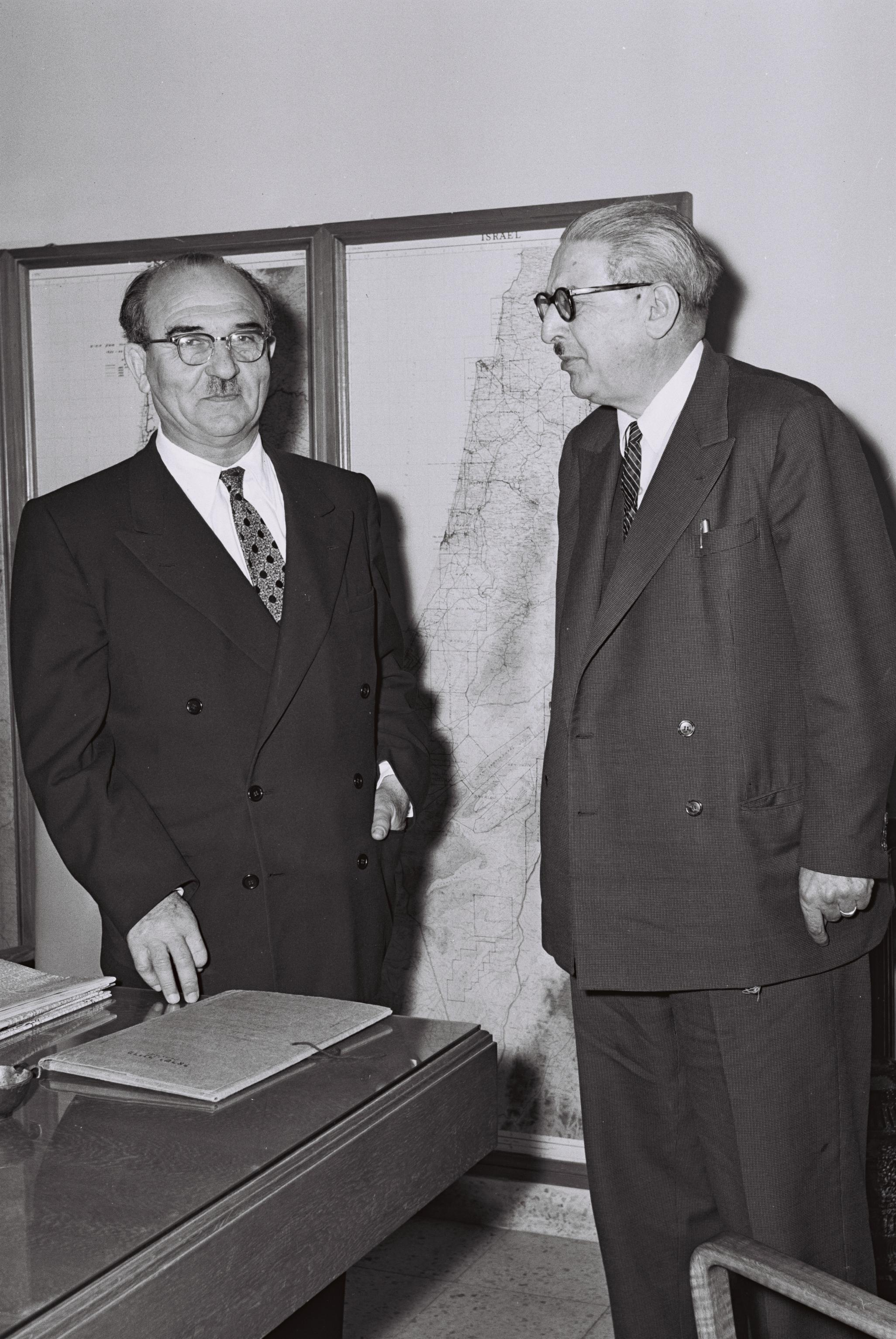
Jules Moch (derecha) junto a Levi Eshkol.

Jules Moch (París, 1893 – Cabris, Alpes Marítimos, 1985) fue un político francés, miembro de la SFIO.
Hijo de oficial de artillería, después de estudiar ingeniería naval, se afilió al Partido Socialista francés (SFIO) en 1924 y fue elegido diputado en 1928 por el departamento de Drôme.
Comenzó su carrera en el gobierno en 1937, como Subsecretario de Estado para la Presidencia en el gabinete de Leon Blum. En 1938 fue nombrado ministro de Obras Públicas y Transporte.
Durante la Segunda Guerra Mundial, tras ser invadida Francia por los alemanes, fue uno de los ochenta parlamentarios que votó en contra de la concesión de plenos poderes al mariscal Pétain. Arrestado en septiembre de 1940 y encarcelado en el Indre con Vincent Auriol y Max Dormoy, recuperó la libertad a principios de 1941 uniéndose a la Resistencia. Participó en la creación de la llamada "Red 1793", que organizó de actos de sabotaje en Aude y Ardèche.
Se fue a Londres en 1942 y se unió a las fuerzas navales de la “Francia Libre”, participando en el desembarco en Provenza en agosto de 1944.
Tras la Liberación, se convirtió sucesivamente en miembro de la Asamblea Nacional Constituyente, Ministro de Obras Públicas y Transportes (1945-1947), ministro del Interior (1947-1950) y ministro de Defensa (1950-1951). También fue vicepresidente del Consejo entre 1949 y 1950.
Como ministro del Interior, debió enfrentar las huelgas organizadas por la CGT en noviembre de 1947, mostrando una gran firmeza contra los dirigentes comunistas.
Como Ministro de Transporte y Obras Públicas, se dedicó a la reconstrucción de los ferrocarriles, puentes y carreteras destruidos durante la guerra. Ministro de Defensa en 1950, modernizó el ejército francés y organizó de su participación en la guerra de Corea. Fue el responsable de la modernización militar y la aplicación de la Alianza Atlántica.
Fuera del gobierno desde 1951, integró en la Asamblea Nacional la Comisión de Asuntos Exteriores, mostrándose contrario a la firma del tratado constitutivo de la Comunidad Europea de Defensa, debido a sus temores sobre el rearme alemán. De nuevo ocupó brevemente el cargo de ministro del Interior en el gobierno Pierre Pflimlin (17 al 31 de mayo de 1958).
Derrotado en las elecciones parlamentarias de 1958, recuperó su escaño en 1962 al ser elegido por departamento de Herault. En 1967, decidió no presentarse a la reelección y poco a poco abandonó su carrera política.
En desacuerdo con la política del Partido Socialista, en particular respecto a la cuestión de la unión con el Partido Comunista, abandonó la agrupación a principios de 1975.